# 小行星8752
小行星8752（8752 Flammeus）是一颗绕太阳运转的小行星，为主小行星带小行星。该小行星于1960年9月24日发现。

## 轨道参数
小行星8752的轨道半长轴为2.3326306 UA，离心率为0.19。